# میتچم، لندن
latitudeمیتچم، لندنlongitudeمیتچم، لندن
میتچم، لندن (به انگلیسی: Mitcham, London) یک شهرک در بریتانیا است که در انگلستان واقع شده‌است.

## خصوصیات
میتچم ۱۰۳٬۲۹۸ نفر جمعیت دارد.